# August Fournier
August Fournier (Bécs, 1850. június 19. – Bécs, 1920. május 18.) osztrák történetíró.

## Élete
Elvégezvén a bécsi kereskedelmi akadémiát, a történelem tanulmányozására adta magát. 1872-ben megszerezte a bölcsészeti tudori cimet, 1875-ben docens, 1880-ban pedig rendkívüli tanár lett a bécsi egyetemen. 1883-ban rendes tanárrá nevezték ki a prágai német egyetemhez.

## Művei
- Abt Johann von Viktring und sein Liber certarum historiarum (Berlin 1875);
- Gentz u. Cobenzl, Geschichte der österreichischen Diplomatie von 1801 bis 1805 (Bécs 1880);
- Historische Studien und Skizzen (Lipcse, Prága 1885);
- Napoleon I. Eine Biographie (uo. 1886-89, 3 köt.);
- Handel und Verkehr in Ungarn und Polen um die Mitte des 18. Jahrhunderts (Bécs 1887);
- Eine amtliche Handlungsreise nach Italien im Jahre 1754 (uo. 1889).

Ezek az értekezések többnyire folyóiratokban jelentek meg. Ilyen még Talleyrand (1888), Stein und Gruner in Österreich (1887). Werheimer Edével is volt polemiája, ki külön füzetben válaszolt: Wider Herrn F.

## Magyarul
- I. Napoleon életrajza., 1-3.; ford. Supka Géza.; Akadémia, Bp., 1916–1920 (A Magyar Tudományos Akadémia Könyvkiadó Vállalata U. F.)